# Rolf Krake (монітор)

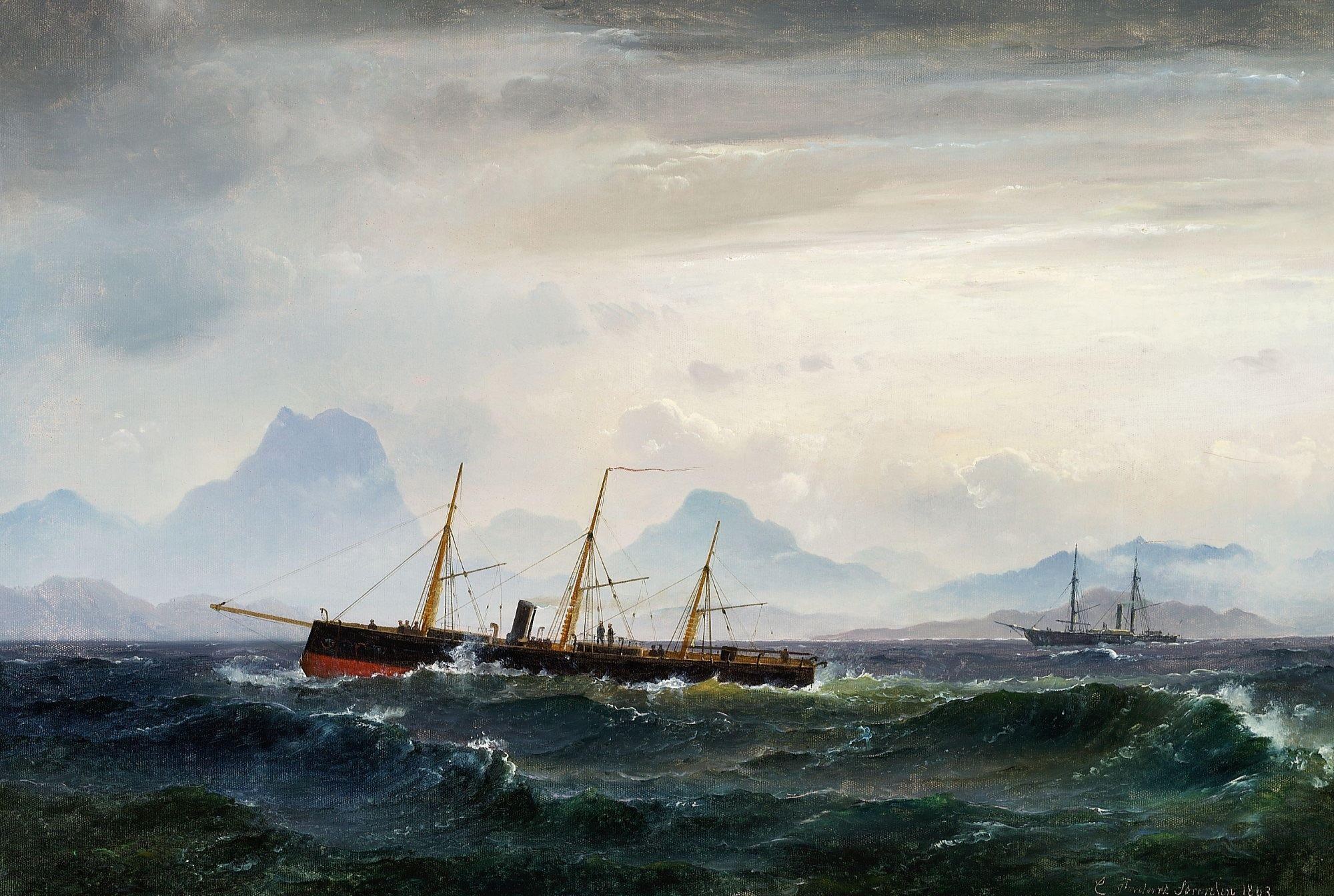
Монітор "Рольф Кракке" під час переходу з місця будівництва до Данії на картині данського мариніста Карла Фредеріка Сорьонсена "Морський пейзаж з пароплавом і вітрильником" (1863)

Rolf Krake був данським монітором, збудованим за замовленням Данії у Шотландії протягом 1860-х років. Це перший європейський баштовий броненосець. Хоча данці відштовхувались від концепції USS Monitor, цей корабель був значно більш морехідним. Данці класифікували корабель як броньовану плавучу батарею (Panserbatteriet).
Корабель був розроблений Каупером Фіпсом Коулзом (Cowper Phipps Coles), військовим корабелом-новатором, і був першим військовим кораблем, який мав башти розробленого ним типу. 

## Дизайн і опис
«Рольф Кракке» був замовлений в 1862 році, коли між Пруссією і Данією виникла напруга пов'язана з конфліктом щодо контролю над герцогствами Шлезвіг та Гольштейн на початку 1860-х. Корабель мав довжину 58,29 метра, бімс — 15,49 метра, осадку — 7,09 метрів. Водотоннажність броненосець 1362 тонни, а його її екіпаж складався зі 140 офіцерів і матросів. Навісні хвилевідбійники були встановлені для поліпшення морехідності корабля. «Рольф Кракке» був обладнаний дзьобоподібним тараном на носовій частині.
Корабель мав один паровий двигун прямої дії, який обертав один гвинт, з використанням пари, що забезпечується двома котлами. Двигун виробляв в цілому 700 індикативних кінських сил. Він забезпечив максимальну швидкість корабля у 10,5 вузлів (19,4 км/год) під час випробувань, яка, втім ніколи не була досягнута у ході служби. «Рольф Кракке» ніс 137 тонн вугілля, що було достатньо для переходу 1150 морських миль(2130 кілометрів) зі швидкістю 8 вузлів (15 км/год). Корабель також оснащувався вітрилами шхуни, для чого були встановлені три щогли.
«Рольф Кракке» спочатку був озброєний чотирма шведськими 68-фунтовими гладкоствольними гарматами, по дві у кожній башті. Башти з ручним приводом потребували команди з 18 чоловіків, щоб завершити повний оборот за одну хвилину.
Корабель мав повний броньований пояс ватерлінії з кованого заліза, який мав 110 міліметрів товщини. Він повністю покривав корпус від верхньої палуби до трьох футів (90 сантиметрів) нижче ватерлінії й лежав на підкладці з 8 дюймів (203 міліметрів) корабельної деревини. Бронезахист башти був досить продуманим. Внутрішня частина башти була обшита 9,5 міліметрами котлового заліза, до якого болтами були прикріплені Т-подібні балки. Простір між балками заповнювався 10 дюймами (254 міліметри) деревини. Наступним шаром йшла залізна решітка, на якій кріпилося ще 7 дюймів (178 міліметрів) деревини. 4,5-дюймові залізні плити були прикручені до зовнішньої сторони за допомогою болтів, які проходили до внутрішньої залізної «обшивки». Область навколо гарматних портів була додатково посилена 3,5 дюймовими плитами. Рубка була захищена 4,5 дюймами заліза, що прикривало 11 дюймів деревини. Одним з основних недоліків судна було те, що палуба була практично незахищеною, покрита лише 12,7 міліметрами листового заліза, яке прикривало три дюйми (76 міліметрів) деревини.

## Будівництво та кар'єра
Данці підписали контракт з Robert Napier and Sons на будівництво корабля, названого на честь героя данської саги Рольфа Кракке 28 серпня 1862 року. Його заклали в Говані того ж року. Броненосець був спущений на воду 6 травня 1863 року, і підняв прапор після прибуття в Данії в липні. Після введення в експлуатацію «Рольф Кракке» брав участь у морських випробуваннях з 18 липня по 20 серпня 1863 року.

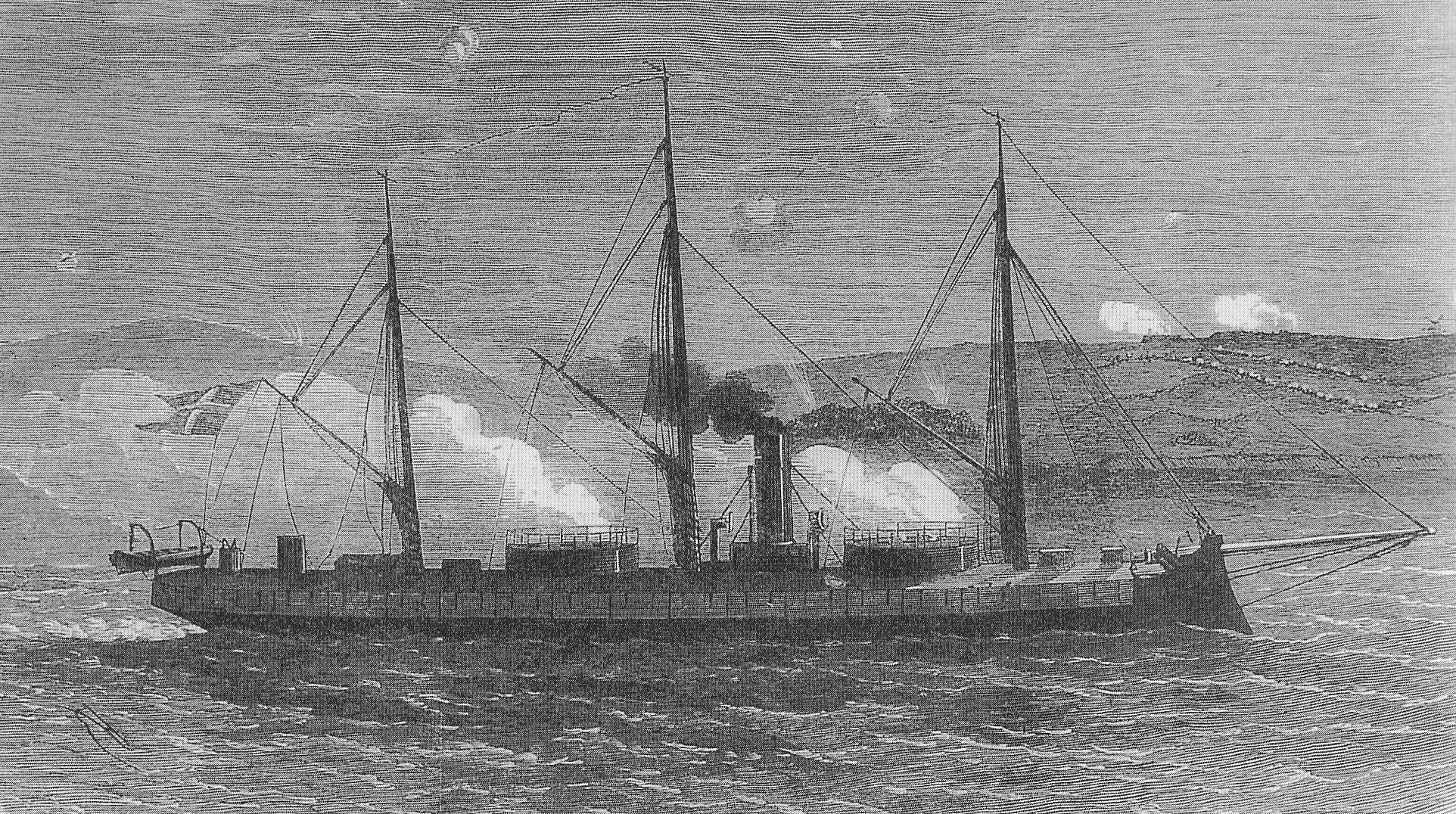
"Рольф Кракке" веде вогонь по пруським військам під час битви при Дюбелі, 1864 рік.

Корабель брав активну участь у Другої війни за Шлезвіг. Зокрема він відзначився в обстрілі наведеного пруськими військами понтонного моста через протоку Ергезунне та батареї, які його прикривали, прусські війська у боях за Дюбель, човни з десантом у протоці Альсзунд під час захоплення силами Пруссії острову Альс.
Бойове застосування корабля продемонструвало його високу опірність вогню польової артилерії. Лише одного разу 24 фунтова граната пробила броню башти та пошкодила одну з гармат монітора, а інша майже одночасно пробила слабозахищену палубу, вбивши лейтенанта Есперсена та поранивши ще 9 членів екіпажу. З іншого боку гладкоствольні крупнокаліберні гармати корабля виявилися малоефективними проти польових батарей та піхоти.
Після війни гладкоствольні гармати замінили у кожній башті одною 203 міліметровою нарізною дульнозарядною (спочатку у першій, а потім у другій). У 1880-х головним калібром стали скорострільні німецькі 150 міліметрові гармати, встановлені у баштах попарно. Як допоміжну артилерію було встановлено дві 76 міліметрові й 4 револьверних гармати Гочкіса.
Корабель знаходився на активному складі військово-морських сил Данії до 1890-х, періодично виконував функцію криголама. Виведений у резерв 1896, виключений зі списків флоту і проданий на злам у Нідерланди 1907.

## Див також
Danmark (1864) - інший данський броненосець, придбаний у Великій Британії